# 平松英子
平松 英子（ひらまつ えいこ）は、日本の声楽家（ソプラノ）、音楽教育者。東京芸術大学音楽学部教授。

## デビュー以前
東京都出身。東京学芸大学附属竹早小学校、東京学芸大学附属竹早中学校、東京都立芸術高等学校を経て、1980年（昭和55年）東京芸術大学音楽学部声楽科卒業。1983年（昭和58年）同大学院オペラ科修了。その後、ドイツ学術交流会 (DAAD) 奨学生としてミュンヘン音楽大学に留学。ハンス＝マルティン・シュナイト、ハンノ・ブラシュケ (De:Hanno Blaschke) のもとで学び、1987年（昭和62年）マイスタークラスを修了する。東敦子に師事。

## キャリア
プロとしてのキャリアのスタートは、ミュンヘン音楽大学在学中に代役としてバッハ・コレギウム・ミュンヘンのJ.S.バッハ『ヨハネ受難曲』に出演したことから始まった。
その後、西ドイツの複数の劇場と契約しモーツァルト『魔笛』のパミーナで正式デビュー。第1回ミュンヒナー・ビエンナーレにてデトレフ・グラナート (De:Detlev Glanert) のオペラ『ライラとメチュヌーン』の初演を皮切りに、ベルリン・テアターデイヴェステンス、ホーフ劇場、Ｔ.ファルガ音楽祭、シュレースヴィヒ＝ホルシュタイン音楽祭など多くのコンサートに出演。J.S.バッハ、ヘンデル、ハイドン、モーツァルト、ブラームスなどの宗教曲のソリストとしても、ヘルマン・プライやペーター・シュライヤー、エディット・マティスなどと共演、高い評価を獲得する。このドイツ時代は約11年におよぶが、その間に東京芸術劇場のこけら落としの目玉であったジュゼッペ・シノーポリ指揮フィルハーモニア管弦楽団のマーラー交響曲全曲演奏にシェリル・ステューダーなどとともに出演している。
ベルリンの壁崩壊の後ほどなくして拠点を日本に移す。日生劇場 ウェーバー『魔弾の射手』エンヒェン役が帰国デビューとなる。その後、モーツァルト『フィガロの結婚』スザンナ、『ドン・ジョヴァンニ』ツェルリーナ、『魔笛』パミーナ、グルック『オルフェオとエウリディーチェ』エウリディーチェなどのオペラや、宗教曲、室内楽、歌曲において幅広く活躍。ルネサンス音楽、バッハ、モーツァルトからヒンデミット、バーンスタイン、マルタン、ベルク、湯浅譲二など現代曲までを歌いこなす柔軟な音楽性は、日本を代表するリリック・ソプラノとして、今は亡きジュゼッペ・シノーポリをはじめ国内外の多くの指揮者の賞賛の的となっている。最近では細川俊夫の『クリスマス・カンタータ』の独唱者としてミュンヘンでの世界初演の成功に貢献した。イェルク・デームスも「エイコ・ヒラマツは世界で最も優れた何人かのリリック・ソプラノのうちの一人だ」と高く評価していたという。

## 芸術活動
東京藝術大学ホームページおよび昭和音楽大学オペラ情報センターの資料によると、ヨーロッパ・日本ともに旺盛な演奏活動を行っていることが確認できる。

## 教育活動
- 1994 - 1995 フェリス女学院大学音楽学部声楽学科非常勤講師
- 1995 - 2003 フェリス女学院大学音楽学部声楽学科助教授
- 1997.4 - 2009.3 東京芸術大学音楽学部非常勤講師
- 2003 - 2009 フェリス女学院大学音楽学部声楽学科・演奏学科/大学院音楽研究科教授
- 2009.4 - 2014.3 フェリス女学院大学非常勤講師
- 2009.4 - 2014.3 東京芸術大学音楽学部准教授
- 2014.4 -  東京芸術大学音楽学部 教授[1]

その他にも洗足学園音楽大学ミュージカルコースヴォーカル講師を務めている。
門下生は数多く、金持亜実、加藤詩菜、傅田実咲、高橋仙佳、菅原由衣子、武藤あゆみ、吉原花子ナディーカ、松原愛美、高橋香緒里、鷲尾麻衣、岡田愛などがいる。
2017年（平成29年）には第3回鹿嶋市第九交響曲コンサートの合唱指導も務めている。

## その他の活動
- フェリス女学院大学オープンカレッジ講師
- 武生国際音楽祭夏季アカデミー講師
- 2009 全日本合唱コンクール関東支部大会審査員（山梨県民文化ホール/宇都宮文化会館）
- 2009 横浜国際音楽コンクール審査員
- 2010 新潟県おかあさんコーラス大会審査員
- 2010 全日本合唱コンクール山梨県大会審査員
- 2011 山梨県おかあさんコーラス大会審査員
- 2011 おかあさんコーラス関東支部大会審査員
- 2011 スイス／ジュネーヴ国際音楽コンクール審査員
- 2012 日本音楽コンクール審査員

日本演奏連盟会員。アルバン・ベルク協会会員。

## 主な顕彰
- 1992年度 第20回ジロー・オペラ賞 新人賞受賞[21]

## 主なディスコグラフィー
- CD マーラー『大地の歌』ピアノ版 ピアノ：野平一郎[5]
- CD R.シュトラウス『3つのオフェーリアの歌』ピアノ：ヴォルフラム・リーガー[20]
- CD 細川俊夫歌曲集『恋歌』[5]
- CD 湯浅譲二『美しいこどものうた』[1]
- CD ブラームス『マゲローネのロマンス』ピアノ：Rafael Guerra ナレーション：香川京子[1]
- CD ロドリーゴ『4つの愛のマドリガル』[1]
- CD R.シュトラウス『オフェーリアの歌』[1]
- CD ハイドン『天地創造』ハンス=マルティン・シュナイト 指揮[20]
- CD ブラームス『ドイツ・レクイエム』ハンス=マルティン・シュナイト 指揮[20]
- CD 坂本龍一『Raw Life Tokyo』[20]
- CD 加古隆『予感』花の憧れ[20]
- CD メンデルスゾーン『エリヤ』[1]
- CD モーツァルト『ハ短調ミサ』[1]
- CD J.ブラームス ジプシーの歌/愛の歌 指揮：畑中良輔、ソプラノ：大島洋子・平松英子、アルト：菅有実子・永富啓子、テノール：藤川泰彰・星洋二、バス：志村文彦・堀野浩史、ピアノ：久邇之宜・谷池重紬子（2002年12月18日）ビクターエンタテインメント VICC-60315